# Allée couverte von Kerlescan Nord

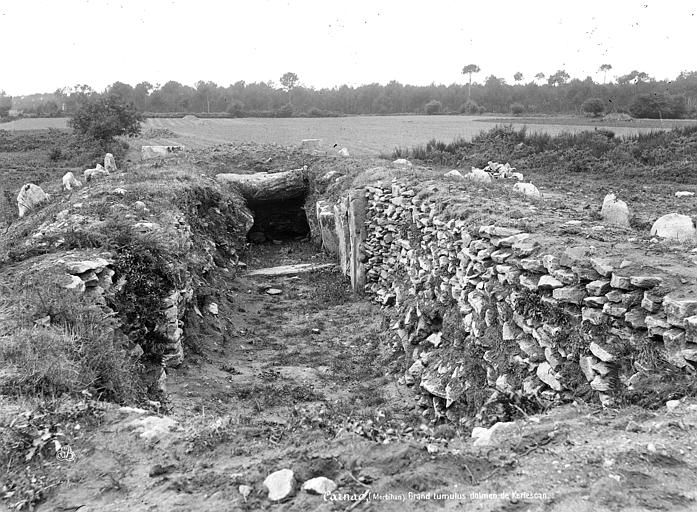
Allée couverte von Kerlescan Nord

Die Allée couverte von Kerlescan Nord (auch Allée couverte von Kerlescan genannt) liegt in einem Wald, nördlich des östlichen Endes der Steinreihen von Kerlescan, nordöstlich von Carnac im Département Morbihan in der Bretagne in Frankreich.
Der komplett von seinem Steinkranz umgebene Tumulus ist am westlichen Ende eckig und am östlichen gerundet. Er ist etwa 60,0 Meter lang, 8,0 Meter breit und 2,0 bis 3,0 Meter hoch. Im Hügel befindet sich eine etwa 16,0 Meter lange, galeriegrabartige Struktur. Von den Trag- und Decksteinen der Kammer ist nur der Schlussstein am westlichen Ende erhalten. Der seitliche Zugang zur Galerie liegt auf der Südseite, nahe dem Ostende.
In der Nähe liegen die Cromlechs von Kerlescan.